# Picong
Picong est une localité de la province de Lanao du Sud, aux Philippines. En 2015, elle compte 16 615 habitants.